# HD162132
HD162132 — подвійна зоря. 
Ця подвійна система має видиму зоряну величину в смузі V приблизно 6,5.
Вона розташована на відстані близько 429,2 світлових років від Сонця.

## Подвійна зоря
Головна зоря цієї системи належить до хімічно пекулярних зір й має спектральний клас A1. Спектральний клас іншої компоненти наразі невідомий.

## Фізичні характеристики
Зоря HD162132 обертається порівняно повільно навколо своєї осі. Проєкція її екваторіальної швидкості на промінь зору становить Vsin(i)= 40км/сек.